# Carmen (téléfilm, 2011)
Pour les articles homonymes, voir Carmen (film).
Pour plus de détails, voir Fiche technique et Distribution.
Carmen est un téléfilm français réalisé par Jacques Malaterre et diffusé le 24 septembre 2011 sur France 3, avec, dans le rôle principal, la jeune actrice Vicky Luengo dans l'une de ses premières grandes apparitions.

## Synopsis
En Camargue, José, un bandit de grand chemin, rencontre Carmen, une belle gitane, à la sortie d'une manufacture. Malgré ses grands yeux sombres et ses déhanchements suggestifs, Carmen le laisse d'abord indifférent. Mais la faconde et les provocations de la bohémienne, poings sur les hanches, finissent par le séduire. Entre José et Carmen naît une passion brûlante. Mais le charme de la gitane fait tourner les têtes de bien des hommes de la région. De plus en plus jaloux, José ne peut supporter qu'un autre que lui porte le regard sur sa belle. S'il ne peut la posséder, alors nul autre ne le doit. Ce sera leur perte à tous les deux...

## Fiche technique
- Réalisation : Jacques Malaterre
- Scénario : Jean-François Henry et Jacques Malaterre, d'après la nouvelle de Prosper Mérimée[1]
- Musique intégrale créée par la Gitano Family
- Photographie : Sabine Lancelin
- Genre : Drame
- Pays :  France
- Durée : 90 minutes

## Distribution
- Vicky Luengo : Carmen
- Bernard Blancan : Vincent
- Antoine Oppenheim : José
- Kevyn Diana : Garcia
- Anatole de Bodinat : Guy
- Helmi Dridi : Manolo
- Marion Casabianca : Emilie
- Claudine Baschet : Magda
- Olivier de Benoist : un gendarme
- Louison Blivet